# Хаддади, Эхсан
Эхсан Хаддади (род. 20 января 1985 года) — иранский метатель диска, серебряный призёр Олимпийских игр 2012 года с результатом 68,18 м (первый в истории иранский легкоатлет, выигравший олимпийскую медаль), 4-кратный чемпион Азиатских игр (2006, 2010, 2014, 2018), 6-кратный чемпион Азии (2005, 2007, 2009, 2011, 2017, 2019), чемпион мира среди юниоров 2004 года. Лучший спортсмен Ирана 2006 года. Рекордсмен Азии (69,32 м).
На Олимпийских играх 2008 года не смог выйти в финал, показав результат 61,34 м. На Олимпийских играх 2012 года стал серебряным призёром (68,18 м), всего 9 см проиграв чемпиону Роберту Хартингу. На Олимпийских играх 2016 года не смог выйти в финал, показав только 24-й результат в квалификации (60,15 м).
Тренируется у известного в прошлом советского легкоатлета и тренера сборной СССР Кима Ивановича Буханцова.

## Достижения
Бриллиантовая лига
- 2011:  London Grand Prix — 64,76 м.
- 2012:  Qatar Athletic Super Grand Prix — 66,32 м.
- 2012:  Golden Gala — 66,73 м.
- 2013:  Prefontaine Classic – 65,63 м.
- 2013:  Bislett Games – 64,63 м.
- 2013:  Meeting Areva – 65,53 м.